# Bernardin Mungul Diaka
Bernardin Mungul Diaka (ur. 12 listopada 1933, zm. 3 czerwca 1999 w Kinszasie) – kongijski (zairski) polityk i dyplomata, w 1991 premier Zairu.
Początkowo był sojusznikiem Patrice Lumumby. W 1961 został ambasadorem DRK w Chinach (z ramienia Antoine'a Gizengi). Od 1962 do 1963 sprawował stanowisko ministra prowincji Kwilu, następnie ministra ds. klasy średniej i od 1966 do 1967 ambasadora w Brukseli i od 1967 ministrem edukacji. W 1968 wyemigrował z Zairu i znalazł azyl w Belgii. Do kraju powrócił w 1983 w ramach amnestii.
Od 1 do 25 listopada 1991 premier kraju. Należał do niewielkiej, założonej przez siebie partii Demokratyczne Zgromadzenie na rzecz Republiki i był uważany za kandydata kompromisowego, jednak po niespełna miesiącu zastąpił go Jean Nguza Karl-i-Bond. Od 1992 do 1996 był też gubernatorem stołecznej Kinszasy, ze stanowiska odwołano go wskutek oskarżeń o korupcję, a następnie próbowano otruć. Zmarł w 1999 wskutek cukrzycy lub nadciśnienia.